# Goliath (nouvelle)
Pour les articles homonymes, voir Goliath.
Goliath (titre original Goliah) est une nouvelle de Jack London publiée aux États-Unis en 1908.

## Historique
La nouvelle est publiée initialement dans le périodique The Red Magazine en décembre 1908, avant d'être reprise plus tard dans le recueil d'essais Révolution en mars 1910.

## Résumé
1924 un dénommé Goliath (en réalité un ancien syndicaliste métallurgiste dénommé Perceval Stultz), va éliminer un à un les grandes figures oligarchiques de la planète afin d’imposer une civilisation du bonheur et du rire. Pour mettre son projet à exécution Goliath dispose d’une mystérieuse énergie, l’« energon », sorte de « rayon de la mort » afin d'éliminer tous les décideurs du monde.
Puis Goliath réduit le temps de travail, nationalise tous les moyens de production, supprime les bourses et la notion même de profit. Il invite alors les individus de la terre à se consacrer aux arts et à « devenir producteurs de joie ».

## Éditions

### Éditions en anglais
- Goliah, dans le périodique The Red Magazine, décembre 1908.
- Goliah, dans le journal littéraire The Bookman, février 1910.
- Goliah, dans le recueil Revolution and Other Essays, New York ,The Macmillan Co, 1910.
- Goliah, dans le recueil The Science Fiction of Jack London, anthologie chez Gregg Press (en), Upper Saddle River, juin 1975.
- Goliah, dans le recueil The Science Fiction of Jack London, anthologie chez Citadel Twilight, avril 1993.

### Traductions en français
- Goliah, traduction de Louis Postif, in Monde, 1929.
- Goliath, traduction de Louis Postif, in Histoires des siècles futurs[2], anthologie, 10/18, 1974.
- Goliath, traduction de Louis Postif, in Révolution suivi de Guerre des classes, recueil, Phébus, 2008.

## Sources
- (en) Jack London's Works by Date of Composition
- « Bibliographie de Jack London », sur jack-london.fr (consulté le 22 janvier 2024)